# Christophorus
La Christophorus è una casa discografica tedesca specializzata nella musica classica e in particolar modo nel repertorio sacro.

## Storia
È stata fondata nel 1935 per diffondere dischi dal contenuto religioso ai fedeli durante il regime nazista. Ancora oggi le pubblicazioni risentono di questa impronta originaria, e i titoli prodotti si focalizzano soprattutto sulle opere sacre di musica antica e barocca con una particolare attenzione a quelle ancora poco note al grande pubblico.
Nell'ambito religioso il catalogo spazia non solo dai canti gregoriani alla musica vocale sacra, ma sono presenti anche dischi di musica delle chiese cristiane e i canti della Comunità di Taizé.